# وزنبرگ، مکلنبورگ
شهر وزنبرگ، مکلنبورگ (به آلمانی: Wesenberg, Mecklenburg) در ایالت مکلنبورگ-فورپومن در کشور آلمان واقع شده‌است.